# Hongwu
Zhu Yuanzhang, Hongwu o Hung-wu –en xinès: 朱元璋– (21 de setembre de 1328 – 24 de juny de 1398) fou l'emperador fundador de la dinastia Ming de la Xina.
La dinastia va sorgir d'entre la dinastia Yuan, creada pels kan, és a dir, l'Imperi Mongol. Amb la Revolta dels turbants vermells, i la proclamació de Han Lin'er com a emperador d'una dinastia Song restaurada a Bozhou el 16 de març de 1355 Toghon Temür, l'emperador de la dinastia Yuan, no va tenir més remei que confiar en el poder militar dels senyors de la guerra locals, i a poc a poc va perdre el seu interès per la política i va deixar d'intervenir en les lluites polítiques.
Zhu Yuanzhang, fill de pagesos, antic duc i comandant de l'exèrcit dels Song del turbant vermell va assumir el poder com a emperador afirmant el mandat del cel després de la mort de Han Lin'er en 1368, i Toghon Temür va fugir des de Khanbaliq a Xanadú després de l'aproximació de les forces Ming. Va intentar recuperar Khanbaliq, però finalment va fracassar i en 1370 va morir a Yingchang, capturada pels Ming poc després de la seva mort.
Hongwu establí la seva pròpia dinastia i impulsà una sèrie de reformes primordials que li permeteren conservar el càrrec durant molt de temps. En l'època on a les monarquies europees es començava a contestar les reialeses, Hongwu va abolir el càrrec de primer ministre de l'imperi i va revisar el codi legal per tal d'assegurar-se el poder absolut. El seu fill Yǒnglè va usurpar el seu tron l'any 1403 i va prosseguir amb la dinastia.